# Lucio Cecilio Metello Dentro
Lucio Cecilio Metello Dentro (in latino Lucius Caecilius Metellus Denter; 320 a.C. circa – Arezzo, 284 a.C.) è stato un politico romano, console della Repubblica romana nel 284 a.C.

## Biografia
Condusse un esercito contro i Senoni durante la battaglia di Arezzo, dove i Romani furono annientati, e fu figlio o nipote di Quinto Cecilio. Fu il primo a cui fu dato il cognomen Metello, che da quel momento venne tramandato a tutta la gens Caecilia.
Ci sono alcune controversie che ruotano attorno alla data della morte di Metello Denter. Alcune fonti affermano infatti che venne ucciso nel 284 a.C. nella battaglia di Arezzo, mentre altri affermano che avrebbe trovato la morte l'anno successivo, quando ricopriva la carica di pretore, sempre in una battaglia contro i Senoni. Quest'ultima teoria sembra però non trovare un riscontro poiché era difficile che un console venisse eletto pretore alla distanza di un anno dal suo mandato, specialmente dopo una sconfitta.